# 브리 콘돈
브리 콘던(Bree Condon, 1986년 3월 3일 ~ )은 미국의 배우, 모델이다.
뉴포트비치에서 태어났다.

## 방송
- 퍼니 오어 다이 프레즌트

## 영화
- 가비지 (2011년)
- 아이온크래드 (2011년)
- 스케이프 (2010년)
- 마이 제너레이션 (2010년)